# Oligaphorura groenlandica
Oligaphorura groenlandica – gatunek skoczogonka z rzędu Poduromorpha i rodziny Onychiuridae. Zamieszkuje arktyczne obszary Holarktyki.

## Opis
Ubarwiony biało do lekko żółtawego. Ciało raczej grube, nieco gruszkowatego kształtu o szerokim odwłoku. Pęcherzyki narządów zaczułkowych o 3-4 płatkach, nieco większych niż pseudocellus. Warga górna o 9 szczecinkach (setae). Pokrywa włosów jednolita. Mikrosensilla boczne obecne na drugim i trzecim segmencie tułowia. Kolce analne krótkie i grube. Cewka brzuszna z 14 szczecinkami dystalnymi, 1-2 u podstawy i często dodatkową parą z przedniej strony. Widełki skokowe obecne jako gładkie zagłębienie, a nie fałdka. Pazurki z bocznymi ząbkami i unguiculusem gwałtownie rozszerzającym się u podstawy i wyposażonym  w blaszki. Od podobnego Oligaphorura schoetti odróżnia się m.in. tylko 8 szczecinkami na pierwszym segmencie odwłoka i budową unguiculusa.

## Biologia i ekologia

### Habitat
Wilgotna tundra arktyczna.

### Adaptacja do niskich temperatur
Skoczogonek ten zdolny jest, podobnie jak Megaphorura arctica do kontrolowanego odwodnienia ciała, dzięki czemu chroni się podczas ekstremalnie niskich, zimowych temperatur przed zamarznięciem.

### Rozród
Część populacji partenogenetyczna. W innych (np. północno-norweskiej i tajmyrskiej) występują samce.

## Występowanie
Gatunek szeroko rozprzestrzeniony w strefie arktycznej północnej Europy, Azji i Ameryki Północnej. Występuje m.in.: na Svalbardzie, Jan Mayen, Grenlandii i Tajmyrze.